# Centro di Preparazione Olimpica di Tirrenia
Il Centro di Preparazione Olimpica di Tirrenia, noto anche brevemente solo come Tirrenia, dal nome della zona in cui sorge, è un centro sportivo di Pisa di proprietà del Comitato Olimpico Nazionale Italiano.
La struttura ospita impianti per la pratica di atletica leggera, basket, beach soccer, beach volley, calcio, ginnastica artistica, ginnastica ritmica, scherma, sitting volley e skateboard, oltre ad essere il Centro Tecnico Nazionale maschile della Federazione Italiana Tennis.
Il centro sportivo, inaugurato nel 1970, si trova in vione dei Vannini 11 nel quartiere di Tirrenia.

## Storia
Nel 2021 la proprietà dell'impianto passa da Sport e Salute S.p.A. al CONI.

## Strutture

### Area sportiva
L'area sportiva del centro sportivo comprende:
- quattro campi da calcio regolamentari (dimensioni 105 × 65 m), attrezzati per ospitare raduni delle nazionali maschili e femminili della Federazione Italiana Giuoco Calcio, allenamenti e ritiri di società professionistiche e stage dell'Associazione Italiana Arbitri:[11]
  - tre campi con manto in erba naturale;
  - un campo con manto misto 80% erba naturale e 20% sintex, e impianto di illuminazione;
- una pista di atletica leggera a sei corsie, con pedana di salto in lungo, salto in alto e salto con l'asta e pedana per il lancio del peso, il lancio del giavellotto, il lancio del martello e il lancio del disco;[12]
- undici campi da tennis indoor e outdoor di superfici diverse, che formano il Centro Tecnico Nazionale maschile della Federazione Italiana Tennis:[13]
  - due campi in terra rossa con copertura stagionale;
  - tre campi in terra rossa scoperti;
  - quattro campi in resina artificiale con copertura stagionale;
  - due campi in resina artificiale con copertura fissa;
- una "beach arena" (dimensioni 40 × 30 m), con manto in sabbia e dotato di illuminazione, riscaldamento del terreno e copertura pressostatica invernale, utilizzato per la pratica del beach soccer e del beach volley;[14]
- una "pump track", pista per skateboard con curve e gobbe senza una forma definita, con fondo in resina artificiale e sviluppo di 90 metri di lunghezza;[15]
- un percorso running di 4.750 metri all’interno dei 43 ettari di bosco;[12]
- un palazzetto (dimensioni 40 × 20 m) con pavimentazione in parquet utilizzato per basket, scherma e sitting volley;[16]
- una palestra per la ginnastica artistica (dimensioni 36 × 18 m), con spazi ed attrezzi per il corpo libero (pedana di 14 × 14 m), per il volteggio (corsa di 25 metri, pedana e tavola da saltare) e anelli, cavallo con maniglie, parallele simmetriche ed asimmetriche e sbarra;[17]
- tre palestre per allenamenti muscolari e funzionali, attrezzate con tapis roulants, bikes, ellittiche, vogatori/remoergometri, stair climbers, attrezzi per potenziamento muscolare, carico selezionabile, panche e rack, pesi e porta pesi e area stretching e ginnastica funzionale;[18]
- una tensostruttura per sport indoor (dimensioni 28 × 15 m) con pavimentazione sintetica e utilizzato per scherma, sitting volley, la ginnastica ritmica.[19]

### Area direzionale
L'area direzionale del centro sportivo comprende:
- tre aule didattiche con capienza di 70, 35 e 30 persone;[20]
- due foresterie in due strutture distinte, per una capienza complessiva massima di 121 persone:[21]
  - una foresteria centrale, con 28 camere;
  - una foresteria esterna, con 30 camere singole, doppie o triple;
- un ristorante di 300 metri quadri con una capienza massima di 140 posti a sedere, possibilità di servizio al tavolo, self-service o buffet con menù dedicati;[22]
- una zona ricreativa e relax con sala giochi con biliardo, biliardino e ping-pong;[23]
- quattro sale fisioterapiche dotate di lettini professionali e macchine del ghiaccio.[24]